# Tocaima
Tocaima è un comune della Colombia facente parte del dipartimento di Cundinamarca.
Il centro abitato venne fondato da Hernán Vanegas Carrillo nel 1544.